# 781 CCFL

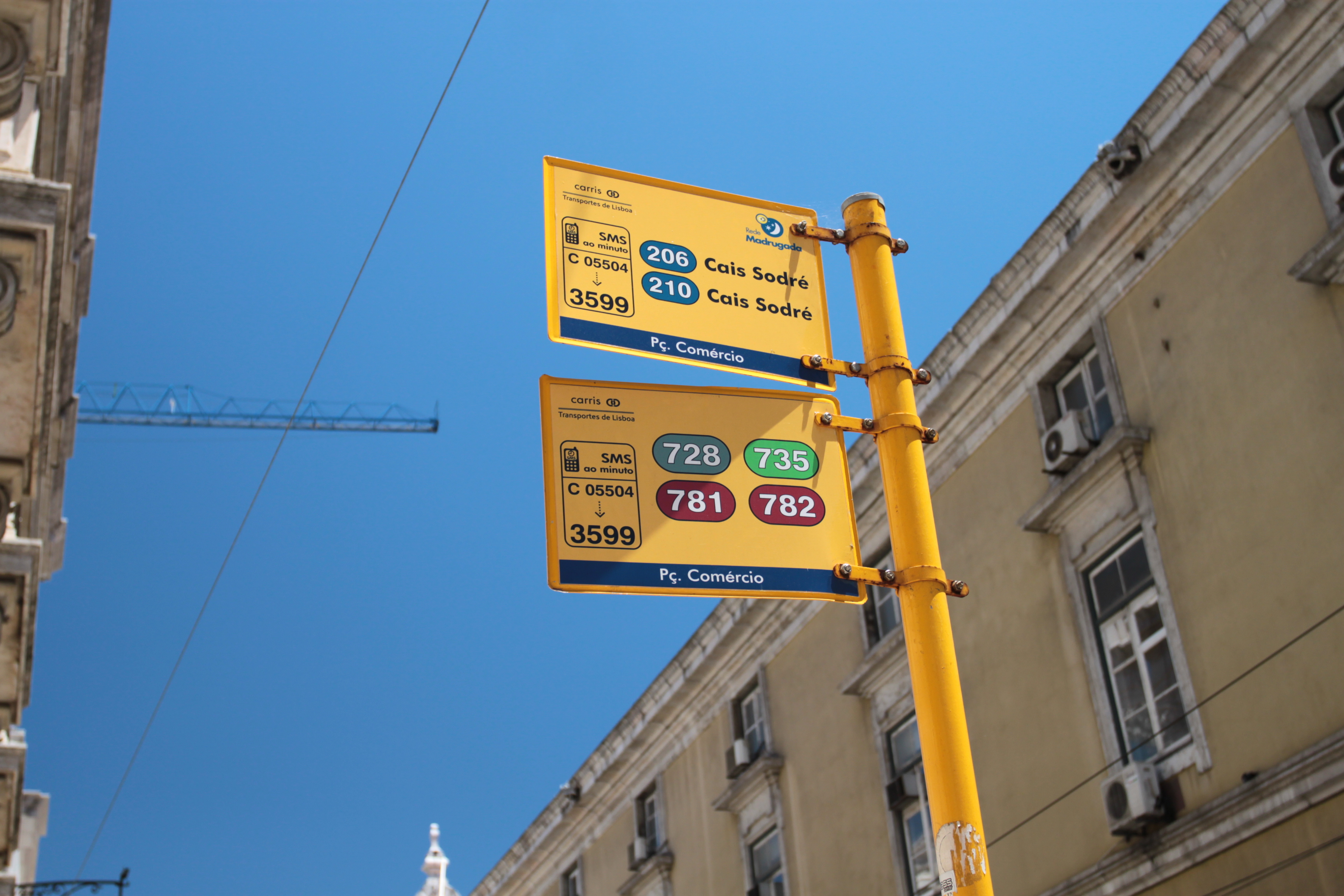
Placa de paragem da na Praça do Comércio, em 2014: Mostra transbordo possível com as,, e, bem como com as noturnas e.

A carreira 781 da Carris, transportadora coletiva municipal de Lisboa, Portugal, é simbolizada com a cor vermelha e é uma carreira Expresso na rede de transportes públicos da cidade de Lisboa. Tem os seus terminais no Cais do Sodré e no Prior Velho, realizando um percurso de 37 minutos, em média, que serve o Eixo Marginal Oriental e faz parte do conjunto de carreiras que fazem a conexão entre as estações do Cais do Sodré, Sul e Sueste e Santa Apolónia, a Ponte-Bus Santa Apolónia - Cais do Sodré, complementando o serviço ferroviário da cidade de Lisboa e o serviço das carreiras 781 e 782.
Teve o seu início no dia 5 de janeiro de 2008, integrada na segunda fase da rede 7 que preconizou a reestruturação da rede na zona central da cidade por ocasião da abertura da extensão da linha do metropolitano às estações do Sul e Sueste e de Santa Apolónia, substituindo a carreira 81 que fazia a ligação entre a Praça do Comércio e o Prior Velho ao mesmo tempo que providenciava a ligação entre terminais que a carreira 45 efetuava.
A setembro de 2009 esta carreira passou a funcionar aos fins-de-semana e feriados , igualmente em regime Expresso, mas voltou ao seu horário de funcionamento apenas aos dias úteis desde Março de 2011, "no âmbito do processo dinâmico de ajustamentos da oferta à procura (...) num ano de grande contenção financeira" .
É atualmente uma carreira popular, com um grande número de passageiros transportados durante as horas de ponta e em ambos os sentidos, em virtude de servir zonas residenciais e os interfaces centrais da cidade, cruza três linhas de metropolitano, permite o acesso direto a duas linhas do serviço urbano ferroviário da CP Lisboa e ainda a 47% das carreiras de serviço público da Carris, excluindo a rede da madrugada.

## Características

### Estação
Pontinha

### Material circulante
- MAN 18-280 (série 2401-2450) Cateano City Gold
- MAN 18-280 (série 2451-2500) Marcopolo Viale

### Tipologia
Carreira Expresso, com um reduzido número de paragens. Assegura a ligação do centro da cidade até Olivais e Prior Velho, garantindo um serviço rápido ao longo do Eixo Marginal Oriental entre Cais do Sodré e Parque das Nações (zona Sul), com paragem nas estações do Sul e Sueste e de Santa Apolónia e ainda na Avenida Infante Dom Henrique, nas zonas de Xabregas, Beato e Poço do Bispo.
Funciona apenas aos dias úteis entre as 06:00 e as 20:00, aproximadamente. Fora do seu período de funcionamento, conforme se apresenta na matriz de destinos e ligações, as ligações providenciadas para o centro da cidade garantem-se pelas carreiras 708, 728 e 759 e entre o Prior Velho e Olivais pela carreira 725. No período da madrugada, as carreiras 208 e 210 asseguram as ligações para o centro da cidade.

## Percurso
Descrição áudio da carreira 781.

### Sentido Prior Velho
Saindo do terminal do Cais do Sodré, um interface com ligação à linha de Cascais, ao metropolitano e ao serviço da Transtejo para além de um número significativo de carreiras da Carris, o autocarro dirige-se para a Praça do Comércio pelo conjunto de arruamentos interior composto pela Praça do Duque da Terceira, Rua Bernardino Costa, Rua do Arsenal e Praça do Município. 
Em seguida entra na Avenida Infante Dom Henrique, com paragem junto à estação do Sul e Sueste. A continuação do percurso efectuado nesta avenida, serve Santa Apolónia, Xabregas, Beato e Poço do Bispo. 
Passando a Praça 25 de Abril, o autocarro entra na Rua de Cintura do Porto de Lisboa, passando pela Matinha e pela zona Sul do Parque das Nações. Subindo para a antiga Rotunda do Cabo Ruivo, o autocarro percorrerá a Avenida Marechal Gomes da Costa até ao primeiro cruzamento de acesso a Olivais, ponto a partir do qual começa a servir o interior deste bairro. Ao início percorre Olivais Sul e permite a ligação à estação de metropolitano, ao centro comercial, ao cemitério, ao mercado e à escola secundária. 
Cruzando a Avenida de Berlim, pela Praça de Baden Powell, atinge Olivais Norte, a zona Norte da Encarnação - a Quinta do Morgado -, até chegar à Rotunda da Encarnação e prosseguir a viagem até ao seu terminal, no Prior Velho.
| código | paragem                                        | ligação | ligação | ligação | ligação | ligação | ligação | ligação | ligação | ligação | ligação | ligação | ligação | ligação | ligação | ligação | ligação | ligação | ligação ML | ligação  | outras ligações |
| ------ | ---------------------------------------------- | ------- | ------- | ------- | ------- | ------- | ------- | ------- | ------- | ------- | ------- | ------- | ------- | ------- | ------- | ------- | ------- | ------- | ---------- | -------- | --------------- |
| cod    | CAIS DO SODRÉ                                  | 206     | 208     | 210     | 728     | 735     | 758     | 782     | 15E     | 18E     | 202     | 91      | 207     | 736     | 732     | 760     | 201     | 706     |            |          | Transtejo       |
| cod    | Corpo Santo                                    | 206     | 208     | 210     | 728     | 735     |         | 782     | 15E     | 25E 774 |         | ↓       | 207     | 736     | 732     | 760     | 714     | ↓       |            |          |                 |
| cod    | Praça do Comércio                              | 206     | 208     | 210     | 728     | 735     | 759     | 782     | 15E     | 25E 774 | 711     | 91      | 207     | 736     | 732     | 760     | 714     | ↓       |            |          |                 |
| cod    | Sul e Sueste                                   | 206     | ↓       | 210     | 728     | 735     | 759     | 782     | 794     | 25E 774 | 711     |         |         |         |         |         |         | ↓       |            |          | Soflusa         |
| cod    | Santa Apolónia                                 | 206     | ↓       | 210     | 728     | 735     | 759     | 782     | 794     |         | 712     | 734     |         |         |         |         |         | 706     |            | Azambuja |                 |
| cod    | Xabregas (Rua da Manutenção)                   | 718     | ↓       | 210     | 728     | 742     | 759     | 782     | 794     |         |         |         |         |         |         |         |         |         |            |          |                 |
| cod    | Beato                                          | 718     | ↓       | 210     | 728     |         | ↓       | 782     | v       |         |         |         |         |         |         |         |         |         |            |          |                 |
| cod    | Doca do Poço do Bispo                          | 718     | ↓       | 210     | 728     | 755     | ↓       | 782     | ↓       |         |         |         |         |         |         |         |         |         |            |          |                 |
| cod    | Matinha                                        |         | ↓       | 210     | 728     |         | ↓       | ↓       | v       |         |         |         |         |         |         |         |         |         |            |          |                 |
| cod    | Gás de Portugal (Parque das Nações Sul)        |         | ↓       | 210     | 728     |         | ↓       | ↓       | v       |         |         |         |         |         |         |         |         |         |            |          |                 |
| cod    | Rotunda do Cabo Ruivo                          |         | ↓       | 210     | 750     |         | ↓       | 782     | 794     |         |         |         |         |         |         |         |         |         |            |          |                 |
| cod    | Avenida Marechal Gomes da Costa (Universidade) |         | ↓       | 210     | 750     |         | ↓       |         |         |         |         |         |         |         |         |         |         |         |            |          |                 |
| cod    | Rua Cidade de Bissau (Olivais Sul)             | 708     | ↓       | 210     | 779     |         | 759     |         |         |         |         |         |         |         |         |         |         |         |            |          | RL              |
| cod    | Cemitério dos Olivais                          | ↓       | ↓       | 210     | 779     |         | ↓       |         |         |         |         |         |         |         |         |         |         |         |            |          |                 |
| cod    | Escola Secundária dos Olivais                  | 708     | ↓       | 210     | 779     |         | ↓       |         |         |         |         |         |         |         |         |         |         |         |            |          |                 |
| cod    | Avenida de Berlim                              | 708     | ↓       | 210     | 779     |         | ↓       |         |         |         |         |         |         |         |         |         |         |         |            |          | RL              |
| cod    | Piscina dos Olivais                            |         | ↓       | ↓       |         |         | ↓       |         |         |         |         |         |         |         |         |         |         |         |            |          |                 |
| cod    | Rua Sargento Monteiro Ferreira                 |         | ↓       | ↓       | 779     |         | 759     | 731     |         |         |         |         |         |         |         |         |         |         |            |          |                 |
| cod    | Olivais Norte                                  | 725     | 208     | ↓       | 779     | 705     | 759     | 731     |         |         |         |         |         |         |         |         |         |         |            |          |                 |
| cod    | Rua Oliveira Carmo                             | 725     | 208     | ↓       | 779     | 705     |         |         |         |         |         |         |         |         |         |         |         |         |            |          |                 |
| cod    | Rua Barrilaro Ruas                             | 725     | 208     | ↓       |         | 705     | 722     |         |         |         |         |         |         |         |         |         |         |         |            |          |                 |
| cod    | Quinta do Morgado                              | 725     | 783     | ↓       |         | 705     |         |         |         |         |         |         |         |         |         |         |         |         |            |          |                 |
| cod    | RALIS                                          | 725     | 783     | 210     |         | 705     |         |         |         |         |         |         |         |         |         |         |         |         |            |          |                 |
| cod    | Rotunda da Encarnação                          | 725     | 783     | 210     |         | 705     |         |         |         |         |         |         |         |         |         |         |         |         |            |          |                 |
| cod    | Quinta da Francelha de Cima                    | 725     | 783     | 210     |         |         |         |         |         |         |         |         |         |         |         |         |         |         |            |          |                 |
| cod    | Quinta da Francelha de Baixo                   | 725     | 783     | 210     |         |         |         |         |         |         |         |         |         |         |         |         |         |         |            |          |                 |
| cod    | PRIOR VELHO                                    | 725     | 783     | 210     |         |         |         |         |         |         |         |         |         |         |         |         |         |         |            |          |                 |

### Sentido Cais do Sodré
Saindo do seu terminal no Prior Velho, a carreira prossegue até à Rotunda da Encarnação onde entra na zona residencial da Encarnação e Olivais Norte até atingir a Avenida de Berlim pela Praça Baden Powell. Desde este ponto prossegue pelo conjunto residencial de Olivais Sul alcançando a Avenida Marechal Gomes da Costa junto do Centro Comercial dos Olivais.
A partir deste ponto a carreira entra por um conjunto de Avenidas de grande extensão até alcançar o terminal do Sul e Sueste, servindo entretanto a zona sul do Parque das Nações, o Poço do Bispo, Beato, Xabregas e a estação de Santa Apolónia.
Entre o Sul e Sueste e o Cais do Sodré, a carreira efetua passagem pela Praça do Município e Rua do Arsenal.

## Horário
Ficheiros em formato PDF
- Cais do Sodré → Prior Velho
- Prior Velho → Cais do Sodré